# Giornata internazionale per la commemorazione della tratta degli schiavi e della sua abolizione
Giornata Internazionale per la Commemorazione della Tratta degli Schiavi e della sua Abolizione, si celebra il 23 agosto di ogni anno, promosso dall'UNESCO per commemorare il commercio transatlantico degli schiavi, entrata in vigore a partire dal 21 marzo 1950 e recepita dall’Italia ai sensi della Legge 23 novembre 1966, n. 1173, pubblicata nella Gazzetta Ufficiale del 7 gennaio 1967 n. 5.
Ha come obiettivo di imprimere nella memoria di tutti i popoli il ricordo della tragedia del commercio degli schiavi e commemora la rivolta avvenuta sull’isola di Santo Domingo nella notte tra il 22 e il 23 agosto 1791, guidata da Toussaint Louvertoure, primo generale maggiore di colore, che mise in scena eventi che furono un fattore importante nell'abolizione  della tratta transatlantica degli schiavi.
La Giornata internazionale per il commercio degli schiavi e la sua abolizione è stata celebrata per la prima volta in diversi paesi, in particolare ad Haiti il 23 agosto 1998 e in Senegal, il 23 agosto 1999.

## Altri eventi simili
- Giorno della Memoria - 27 gennaio
- Giornata internazionale per l'eliminazione della discriminazione razziale - 21 marzo
- Giornata internazionale in ricordo delle vittime delle schiavitù e della tratta transatlantica degli schiavi - 25 marzo
- Giornata internazionale della tolleranza - 16 novembre
- Giornata internazionale per l'abolizione della schiavitù - 2 dicembre
- L'Anno Internazionale per commemorare la lotta contro la schiavitù e la sua abolizione nel 2004
- l'Anno internazionale per le persone di origine africana nel 2011
- Decennio internazionale per persone di discendenza africana 2015-2014